# Stadtbefestigung Bad Radkersburg

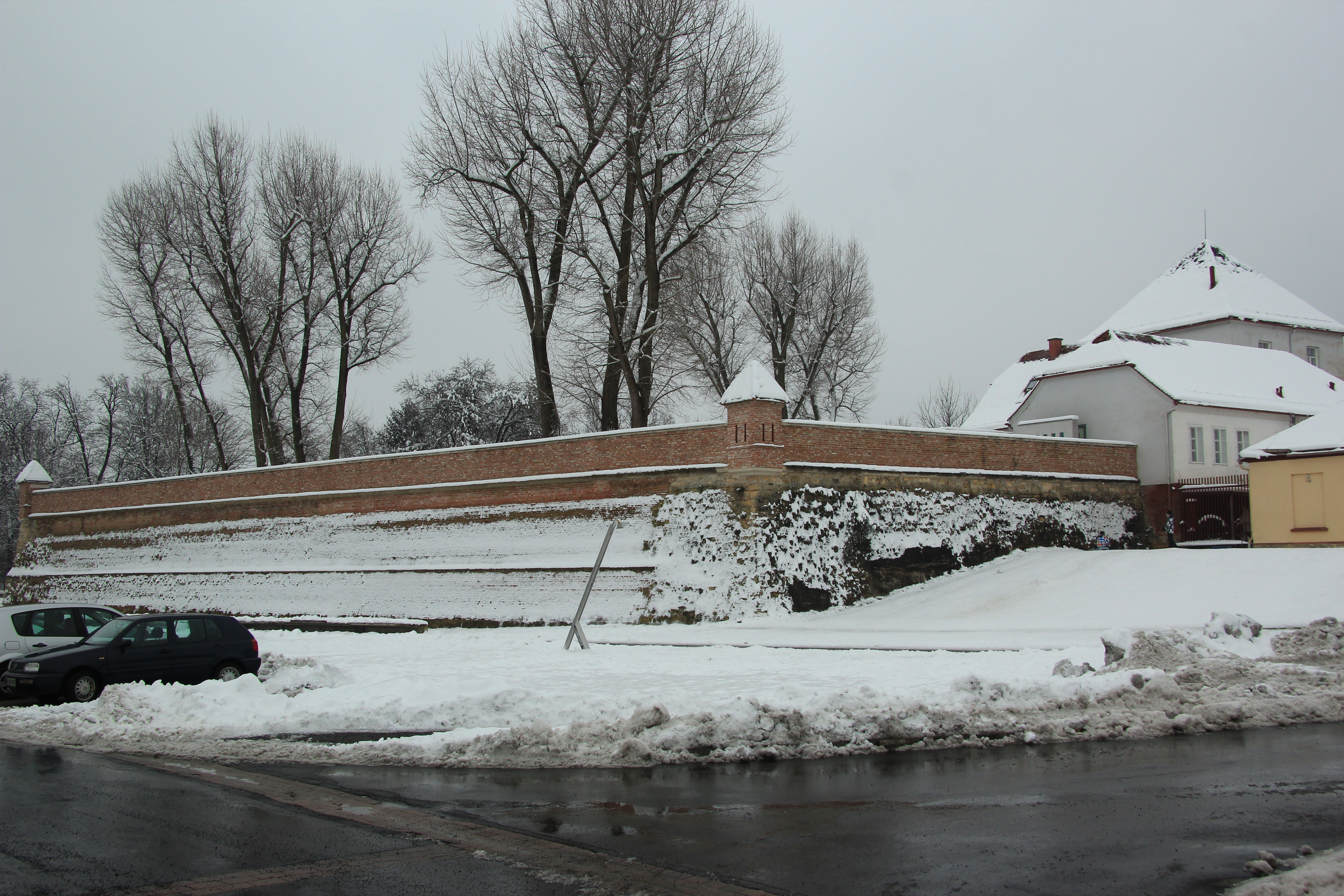
Stadtmauer

Die Stadtbefestigung Bad Radkersburg in der Stadtgemeinde Bad Radkersburg im Bezirk Südoststeiermark ist mit Restbeständen des Stadtgrabens, sechs Basteien und Türmen erhalten.

## Beschreibung
Von 1261 bis 1265 wurde vom König Ottokar II. Přemysl die Grenzfeste am Übergang der Flusses Mur im Zusammenhang mit der jenseits der Mur gelegenen Burg Schloss Oberradkersburg angelegt. Die ehemalige Vorstadt Oberradkersburg wurde 1918 abgetrennt.
Das Schema mit einer Langzeile mit zwei Stadttoren und einem mittigen querliegenden Hauptplatz wurde uneinheitlich weiterentwickelt. Mittelalterliche Befestigungslinien und Türme wurden mit Domenico dell’Allio von 1546 bis 1591 durchgeführt.
Ab 1773 wurden die Befestigungen aufgelassen. Der Abbruch der zwei Stadttore erfolgte im 19. Jahrhundert.